# High Speed Circuit Switched Data
High Speed Circuit Switched Data (HSCSD), deutsch etwa schnelle leitungsvermittelte Datenübertragung, ist eine Erweiterung des GSM-Mobilfunk-Standards CSD, um schnellere Datenübertragung zu erreichen. Durch Bündelung mehrerer Datenkanäle können theoretisch Datenübertragungsraten bis etwa 115,2 kbit/s (= 8 × 14,4 kbit/s) erreicht werden. 
Technisch handelt es sich um eine Bündelung mehrerer benachbarter Zeitschlitze auf eine logische Verbindung. Im GSM werden je Frequenz acht Zeitschlitze zeitversetzt übertragen. Theoretisch könnten alle acht Funkschlitze einer Verbindung zugeordnet werden. Dies ginge jedoch nur bei Verwendung von zwei Antennen, je einer für Uplink (gesendete Daten) und Downlink (empfangene Daten). Bei der üblichen einen Antenne schaltet das Handy nach dem Sendepuls auf Empfang um und braucht dabei auch eine gewisse Zeit zur Anpassung. Tatsächlich können so nur maximal vier Kanalschlitze genutzt werden, wobei eine Teilung von 2:2, 3:1 oder 4:1 für den Downlink:Uplink zur Wahl steht. Diese wirken dann als Multiplikator der Grunddatenrate je Schlitz von 9,6 kbit/s beziehungsweise 14,4 kbit/s, mit einem praktischen Maximum von 4 × 14,4 zu 57,6 kbit/s. 
HSCSD ermöglicht transparente und nichttransparente Datenübertragung. Bei der transparenten Übertragung wird die Fehlerkontrolle der Anwendung überlassen. Dies ermöglicht einen gleichmäßigen Datenstrom, was für Echtzeitanwendungen (wie z. B. Video-Übertragungen) notwendig ist. Kleine Fehler im Bild sind dabei nicht so störend, wodurch HSCSD besser für diese Art von Anwendungen geeignet ist als GPRS.
Bei der nichttransparenten Datenübertragung übernimmt das Netz die Fehlerkorrektur. Dies wird beim Surfen und Mailen benutzt.

## Praktische Anwendung

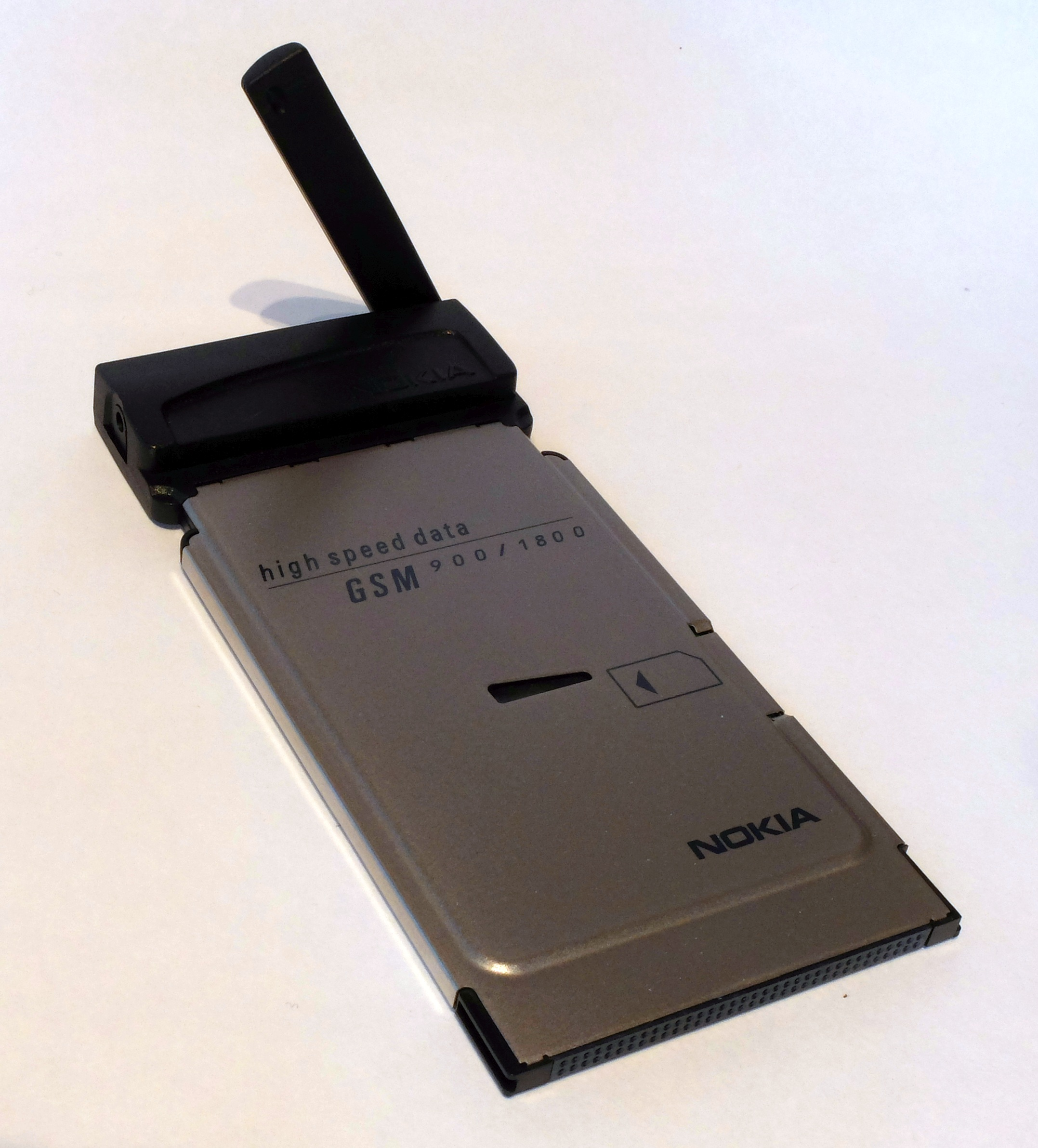
Das Nokia CardPhone 2.0 unterstützt als eines von wenigen Geräten HSCSD.

Nicht jeder GSM-Netzbetreiber bot die Kanalbündelung per HSCSD an. In Deutschland ist es nur noch Vodafone (und nur in Vertragstarifen, nicht bei CallYa), denn E-Plus hat HSCSD zum 1. August 2010 abgeschaltet. Vodafone erlaubt je Kanal eine Übertragungsgeschwindigkeit von 14,4 kbit/s. 
Da auf dem deutschen Markt nur Endgeräte zur Verfügung stehen, die insgesamt vier Kanäle beherrschen, ergeben sich in der Praxis zwei Varianten: 
- Die Bündelung von jeweils zwei Kanälen für Up- und Downlink ergibt je Richtung 28,8 kbit/s.
Vodafone erlaubt nur diese 2:2-Bündelung mit dem ISDN-Interface z. B. analogem Protokoll V.34 oder digitalem Protokoll V.110, welches dann auf 38,6 kbit/s eingestellt werden muss.

- Bei Bündelung von drei zu einem Kanal stehen 43,2 kbit/s und 14,4 kbit/s zur Verfügung. Diese Geschwindigkeit wird nur von E-Plus angeboten, benötigt aber im ISDN-Interface zur vollen Nutzung das digitale Protokoll V.120. Das analoge Protokoll begrenzt auf 33,6 kbit/s. Dieses Angebot ist, wie oben gesagt, entfallen.

Wird das Gerät bewegt, so kann bei einem HSCSD-Handover das Bündel oft nicht übernommen werden, und die Verbindung fällt auf CSD mit nur einem Kanal zurück.

## Zukunft
HSCSD ist ein sehr ineffizienter Datendienst. Bei der Nutzung von HSCSD werden mehrere Funkkanäle auch reserviert, wenn keine Daten gesendet oder empfangen werden. Deshalb ist HSCSD von den meisten Mobilfunkanbietern seit Anfang der 2010er Jahre abgeschaltet worden oder wird allenfalls noch für ältere Machine-to-Machine (M2M)-Anwendungen unterstützt. Neue Machine-to-Machine (M2M)-Anwendungen sind über den paket-orientierten Datendienst (PSD) GPRS oder LTE zu realisieren.